# Campionato italiano di calcio da tavolo 1998
Il ventiquattresimo campionato italiano di calcio da tavolo venne organizzato dalla F.I.S.C.T. a Rieti nel 1998.
Sono stati assegnati 5 titoli:
- Open
- Veterans (Over36)
- Under20
- Under16
- Femminile

## Medagliere
| Pos. | Regione        |   |   |   | Totale |
| ---- | -------------- | - | - | - | ------ |
| 1    | Lazio          | 2 | 1 | 2 | 5      |
| 2    | Campania       | 1 | 3 | 3 | 7      |
| 3    | Lombardia      | 1 | 0 | 1 | 2      |
| 4    | Umbria         | 1 | 0 | 0 | 1      |
| 5    | Puglia         | 0 | 1 | 0 | 1      |
| 6    | Veneto         | 0 | 0 | 2 | 2      |
| 7    | Emilia-Romagna | 0 | 0 | 1 | 1      |

## Risultati

### Categoria Open

#### Girone A
- Giancarlo Giulianini - Francesco Quattrini 4-0
- Francesco Mattiangeli - Daniele Gamba 3-1
- Giancarlo Giulianini - Daniele Gamba 7-0
- Francesco Mattiangeli - Francesco Quattrini 1-1
- Giancarlo Giulianini - Francesco Mattiangeli 1-1
- Daniele Gamba - Francesco Quattrini 0-1

#### Girone B
- Eric Benvenuto - Massimiliano Nastasi 3-2
- Lorenzo Pinto - Massimiliano Nastasi 5-2
- Lorenzo Pinto - Eric Benvenuto 5-2

#### Girone C
- Stefano Scagni - Luca Capellacci 5-1
- Mario Corradi -Fabrizio Fedele 5-2
- Stefano Scagni - Fabrizio Fedele 1-0
- Mario Corradi - Luca Capellacci 6-3
- Stefano Scagni - Mario Corradi 2-2
- Luca Capellacci -Fabrizio Fedele n.d.

#### Girone D
- Morgan Croce - Danilo Presti 2-0
- Massimo Bolognino - William Dotto 2-1
- Morgan Croce - William Dotto 5-3
- Massimo Bolognino - Danilo Presti 5-1
- Morgan Croce - Massimo Bolognino 0-7
- Danilo Presti - William Dotto 1-2

#### Girone E
- Vittorio Nicchi - Saverio Bari 1-5
- Stefano De Francesco - Saverio Bari 1-0
- Stefano De Francesco - Vittorio Nicchi 6-1

#### Girone F
- Andrea Casentini - Renzo Frignani 1-0
- Gianluca Galeazzi - Renzo Frignani 2-2
- Gianluca Galeazzi - Andrea Casentini 2-1

#### Girone G
- Roberto Rocchi - Christian Filippella 0-1
- Alessandro Mastropasqua - Christian Filippella 2-2
- Alessandro Mastropasqua - Roberto Rocchi 3-0

#### Girone H
- Roberto Iacovich - Francesco Ranieri 0-0
- Alessandro Toni - Federico Mattiangeli 0-1
- Roberto Iacovich - Federico Mattiangeli 1-1
- Alessandro Toni - Francesco Ranieri 3-0
- Roberto Iacovich - Alessandro Toni 0-0
- Federico Mattiangeli - Francesco Ranieri 1-0

#### Ottavi di finale
- Giancarlo Giulianini - Alessandro Toni 3-1
- Lorenzo Pinto - Christian Filippella 0-3
- Mario Corradi - Gianluca Galeazzi 1-2
- Massimo Bolognino - Saverio Bari 2-1 d.t.s.
- Stefano De Francesco - Morgan Croce 4-3
- Andrea Casentini - Stefano Scagni 1-0
- Alessandro Mastropasqua - Eric Benvenuto 6-0
- Federico Mattiangeli - Francesco Mattiangeli 0-3 Off

#### Quarti di finale
- Giancarlo Giulianini - Christian Filippella 1-2
- Gianluca Galeazzi - Massimo Bolognino 1-2
- Stefano De Francesco - Andrea Casentini 4-3
- Alessandro Mastropasqua - Francesco Mattiangeli 3-2

#### Semifinali
- Massimo Bolognino - Christian Filippella 4-2
- Stefano De Francesco - Alessandro Mastropasqua 1-0

#### Finale
- Massimo Bolognino - Stefano De Francesco 0-1 d.t.s.

### Categoria Under20

#### Girone A
- Cordone - Lazzerini 0-1
- Fabio Mastroianni - Lazzerini 1-1
- Fabio Mastroianni - Cordone 1-1

#### Girone B
- Matteo Suffritti - Luca Cuomo 0-5
- Cristiano Santilli - Joseph Calò 2-3
- Matteo Suffritti - Joseph Calò 6-1
- Cristiano Santilli - Luca Cuomo 1-6
- Matteo Suffritti - Cristiano Santilli 3-0
- Joseph Calò - Luca Cuomo 2-6

#### Girone C
- Simone Righetto - Stefano Fontana 1-6
- Efrem Intra - Valentino Gavagnin 12-0
- Simone Righetto - Valentino Gavagnin 5-1
- Efrem Intra - Stefano Fontana 3-2
- Simone Righetto - Efrem Intra 0-3
- Valentino Gavagnin - Stefano Fontana 0-7

#### Quarti di finale
- Lazzerini - Matteo Suffritti 0-4
- Luca Cuomo - Simone Righetto 5-1
- Efrem Intra - Joseph Calò 6-0
- Stefano Fontana - Fabio Mastroianni 6-1

#### Semifinali
- Matteo Suffritti - Stefano Fontana 1-2
- Luca Cuomo - Efrem Intra 0-1

#### Finale
- Efrem Intra - Stefano Fontana 3-2

### Categoria Under16

#### Girone A
- A. Testa - Russo 1-7
- Davide Bettin - Russo 1-3
- Davide Bettin - A. Testa 6-1

#### Girone B
- Daniele Della Monaca - Cimmino 1-7
- Scorza - Ilario Dragonetti 0-6
- Daniele Della Monaca - Ilario Dragonetti 0-2
- Scorza - Cimmino 0-5
- Daniele Della Monaca - Scorza 3-1
- Ilario Dragonetti - Cimmino 3-0

#### Girone C
- Bruno Mazzeo - Davide Peghin 5-0
- Riccardo Cammarota - Marco Brunelli 1-5
- Bruno Mazzeo - Marco Brunelli 2-1
- Riccardo Cammarota - Davide Peghin 5-1
- Bruno Mazzeo - Riccardo Cammarota 2-1
- Davide Peghin - Marco Brunelli 2-6

#### Girone D
- Alex Orlando - Giuseppe Triggiani 1-0
- M. Sato - Marco Deli 0-3
- Alex Orlando - Marco Deli	1-2
- M. Sato - Giuseppe Triggiani 1-6
- Alex Orlando - M. Sato	3-0
- Marco Deli - Giuseppe Triggiani 2-0

#### Quarti di finale
- Russo - Marco Brunelli 0-1
- Marco Deli - Daniele Della Monaca 1-2
- Bruno Mazzeo - Davide Bettin 3-0
- Ilario Dragonetti - Alex Orlando 2-0

#### Semifinali
- Marco Brunelli - Daniele Della Monaca 2-1
- Bruno Mazzeo - Ilario Dragonetti 2-4

#### Finale
- Marco Brunelli - Ilario Dragonetti 2-1 d.t.s.

### Categoria Veterans

#### Girone A
- Franco Intra - Alessandro Arca 0-2
- Fabrizio Sonnino - Francesco Ranieri 5-1
- Franco Intra - Francesco Ranieri 0-4
- Fabrizio Sonnino - Alessandro Arca 4-0
- Franco Intra - Fabrizio Sonnino 0-12
- Alessandro Arca - Francesco Ranieri 0-0

#### Girone B
- Giorgio Portesan - Riccardo Marinucci 2-1
- Massimo Conti - Gambara 1-0
- Giorgio Portesan - Gambara 0-4
- Massimo Conti - Riccardo Marinucci 0-0
- Giorgio Portesan - M. Conti	1-2
- Gambara - Riccardo Marinucci 3-1

#### Semifinali
- Fabrizio Sonnino - Gambara 2-0
- Francesco Ranieri - Massimo Conti 3-1

#### Finale
- Fabrizio Sonnino - Francesco Ranieri 2-1

### Categoria Femminile

#### Girone Unico
- D. Schiavo - Gabriella Serroni 0-0
- D. Schiavo - G. Arpaia 0-0
- G. Arpaia - Gabriella Serroni 2-1

#### Finale
- D. Schiavo - G. Arpaia 1-0